# Uluru
El Uluru (del pitjantjatjara), también llamado Ayers Rock («roca de Ayers»), es una formación rocosa de arenisca que se encuentra en el centro de Australia, en el Territorio del Norte, a 460 km al suroeste de Alice Springs, dentro del parque nacional de Uluru-Kata Tjuta.
El agrimensor y explorador William Gosse la bautizó Ayers Rock en honor de Henry Ayers.
Es, junto con Kata Tjuta, una de las mayores atracciones del parque nacional Uluru-Kata Tjuta siendo uno de los mayores monolitos del mundo, con más de 348 metros de alto, 9 kilómetros de contorno y 2,5 kilómetros bajo tierra.

## Historia
Uluru es un lugar sagrado para los aborígenes australianos y desde 1987 es Patrimonio de la Humanidad. También es conocida como el ombligo del mundo. Sin embargo, no es la primera vez que los aborígenes australianos denominaron así a otras montañas sagradas[cita requerida].
Uluru es uno de los iconos naturales más famosos de Australia. La formación rocosa se eleva 348 metros sobre el terreno circundante, y 863 m. sobre el nivel del mar, aunque la mayor parte se encuentra bajo tierra. El contorno del monolito mide 9.4 km. Tanto Uluru como Kata Tjuta tienen una gran significado cultural para los habitantes tradicionales aṉangu, que organizan visitas guiadas para informar a los turistas sobre la fauna y flora locales, el monte bajo, y las leyendas autóctonas.
Durante años, ascender a la cima de Uluru estuvo permitido siempre que se dieran las condiciones climáticas adecuadas, pero a partir del 26 de octubre de 2019, según los deseos de la cultura pitjantjatjara que habita en sus alrededores y la consideran sagrada, la dirección de Parques nacionales de Australia prohibió la ascensión. Esta decisión se debió al notable incremento de turistas que visitan el monolito y como muestra de respeto al pueblo pitjantjatjara, además del gran impacto visual y medioambiental que causaba al paisaje y conservación de la montaña australiana.

## Imagen
La superficie del monolito cambia de color según la inclinación de los rayos solares, tanto a lo largo del día como en las diferentes estaciones del año. Es particularmente famosa la imagen de Uluru al atardecer, cuando se vuelve de un color rojo brillante. A pesar de que la lluvia es poco frecuente en esta zona semiárida, durante los períodos húmedos la roca adquiere una tonalidad gris plateada, con franjas negras debidas a las algas que crecen en los cursos de agua.

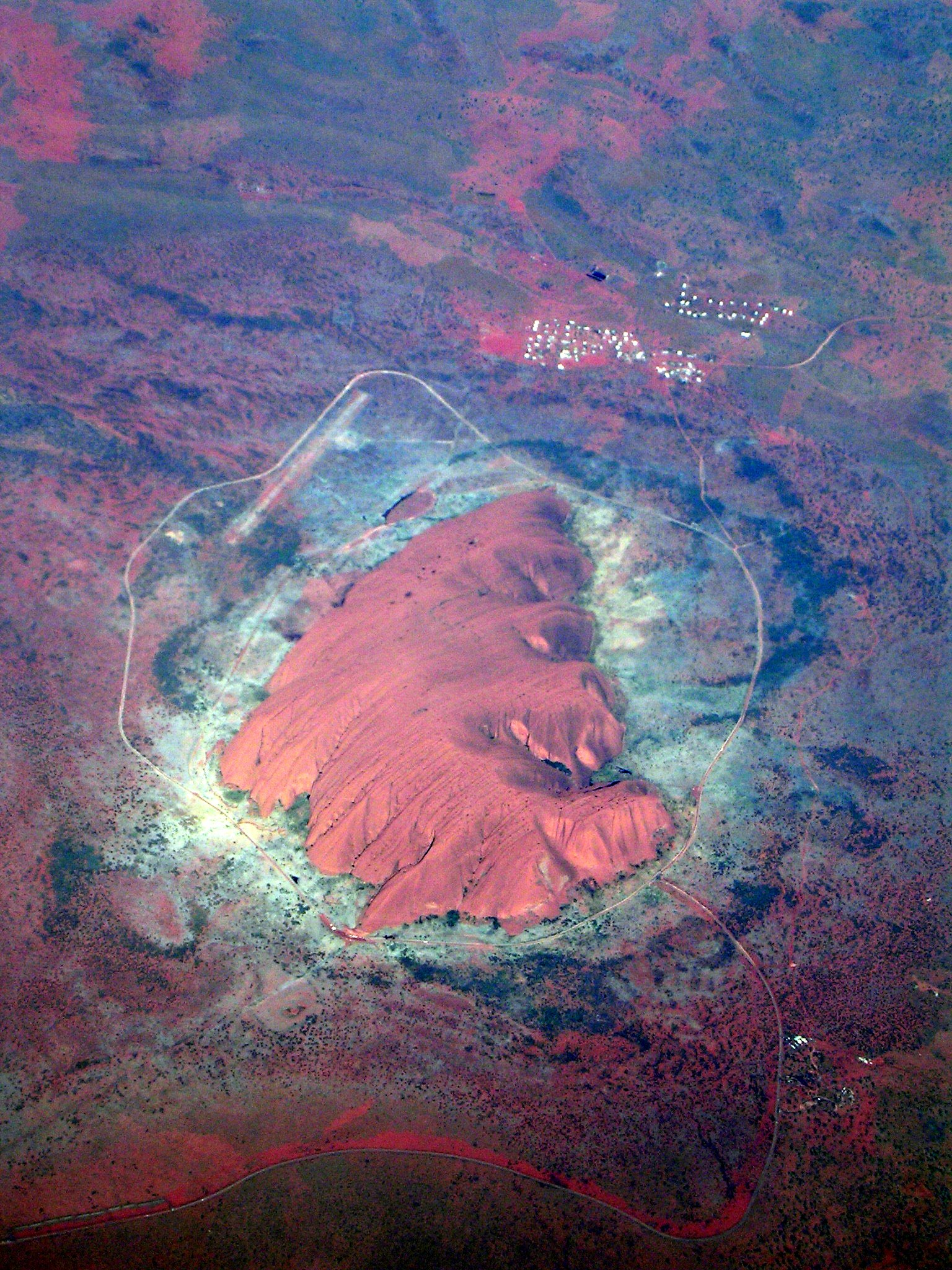
Imagen aérea de Uluru.

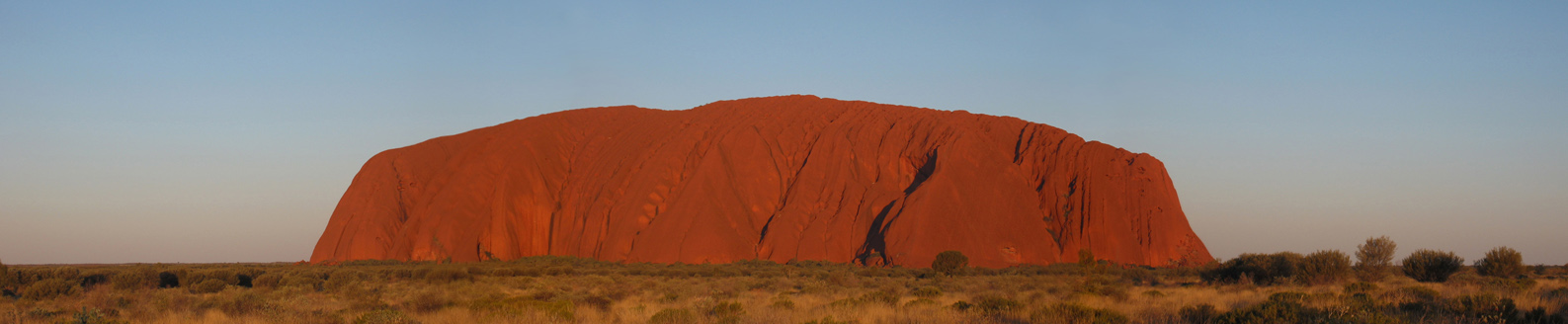
Vista panorámica de Uluru al atardecer.

## Nombre
Los anangu locales, que se dividen en grupos tribales llamados pitjantjatjara, yankunytjatjara y ngaanyatjarra, llaman al lugar emblemático Uluṟu (en pitjantjatjara [ʊlʊɻʊ]). Esta palabra es un nombre propio, sin ningún otro significado particular en el dialecto pitjantjatjara, aunque los propietarios tradicionales de Uluru la utilizan como un apellido local.
El 19 de julio de 1873, el topógrafo William Gosse avistó el hito y lo nombró Ayers Rock en honor al entonces Secretario en Jefe de Australia del Sur, Sir Henry Ayers. Desde entonces, se han utilizado ambos nombres.
En 1993, se adoptó una política de denominación dual que permitía nombres oficiales que constan tanto del nombre aborigen tradicional (en pitjantjatjara, yankunytjatjara y otros idiomas locales) como del nombre en inglés. El 15 de diciembre de 1993, pasó a llamarse «Ayers Rock / Uluru» y se convirtió en la primera función oficial con dos nombres en el Territorio del Norte. El orden de los nombres duales se invirtió oficialmente a «Uluru / Ayers Rock» el 6 de noviembre de 2002 a raíz de una solicitud de la Asociación Regional de Turismo de Alice Springs.

## Descripción
Uluru es uno de los hitos naturales más reconocibles de Australia. La formación de arenisca tiene una altura de 348 m (1.142 pies), se eleva 863 m (2.831 pies) sobre el nivel del mar y la mayor parte de su masa se encuentra bajo tierra, y tiene un perímetro total de 9,4 km (5,8 millas). Tanto Uluru como la cercana formación Kata Tjuta tienen un gran significado cultural para el pueblo aṉangu, los habitantes tradicionales de la zona, que dirigen recorridos a pie para informar a los visitantes sobre la flora y fauna local, la comida de los arbustos y las historias oníricas aborígenes del zona.
Uluru destaca por parecer que cambia de color en diferentes momentos del día y del año, sobre todo cuando se ilumina en rojo al amanecer y al atardecer.
Kata Tjuta, también llamado Monte Olga u Olgas, se encuentra a 25 km (16 millas) al oeste de Uluru. Se han construido áreas de observación especiales con acceso por carretera y estacionamiento para brindar a los turistas las mejores vistas de ambos sitios al amanecer y al atardecer.

## Restricciones actuales
Desde el 2017 la junta directiva del parque nacional Uluru-Kata Tjuta votó por unanimidad prohibir la subida del monte por motivos de seguridad y ambientales. Luego en octubre de 2019 se decidió cerrar al público a petición de la comunidad indígena de la región por los siguientes motivos:
- Ofensa para los locales el permitir entrar turistas por ser considerado un lugar sagrado.
- Seguridad para las personas sin experiencia.
- Las condiciones de calor y viento que experimenta el lugar en ciertas temporadas del año, que como consecuencia causan muertes.
- Cuidado al medio ambiente ya que al llegar turistas generan basura y/o realizan actividades contaminantes (ej. encender una fogata o un asador).

## Cultura popular
- En el juego Top Gear 2 de SNES, hay un circuito de carreras ubicado en Ayers Rock.
- La Ayers Rock aparece en La montaña parlante de la autora ficticia Tea Stilton, hermana de Geronimo Stilton.
- En el anime Shaman King este lugar se representa como una técnica espiritual del chamán Chocolove.